# Raimbaud de Nice
Pour les articles homonymes, voir Raimbaud.
Raimbaud dit de Nice ou d'Orange, voire de Nice-Orange, mort vers 1062, est un seigneur provençal du milieu du XIe siècle. Il appartient à la lignée des Nice-Orange-Mévouillon. 
Marié trois fois, il a une nombreuse descendance, à l'origine de familles puissantes. Accusé de simonie pour avoir acheté l'épiscopat de Sisteron pour son fils, Raimbaud occupe la citadelle de Sisteron et le concile d’Avignon de 1060 l'excommunie. 

## Biographie

### Origines
Raimbaud (Raimbaldus/Raimbaldi), porte parfois l'épithète de Nice en raison de ses origines, ainsi que celui d'Orange (Cartulaire de la cathédrale de Nice, 8, 21 mars 1046, Raimbaldus Autdeperus, plus probablement Aurasicensis),. Il semble naître dans la première moitié du XIe siècle, il est mentionné pour la première fois dans un acte placé vers 1032. 
Raimbaud est le fils de Laugier, et d'Odile, qui possèdent un pouvoir vicomtal dans le pays de Nice et les environs,,. L'archiviste Alain Venturini (2007) parle « d'Odile de Reillane-Vence et de Laugier d'Orange-Mévouillon » et de leurs descendants sous la forme Orange-Gréolières.
Il a pour frère, Rostain/Rostaing/Rostan, dit de Gréolières ou de Sisteron, seigneur, probable vicomte de Nice, et Pierre, évêque de Sisteron,,. Par sa mère, mariée en premières noces au seigneur Miron, il est le demi-frère de Pons II, évêque de Nice, Miron II, vicomte de Sisteron,,. Gerberge, épouse de Bérenger, vicomte d'Avignon, peut être sa sœur ou demi-sœur, selon les auteurs,.

### Héritage

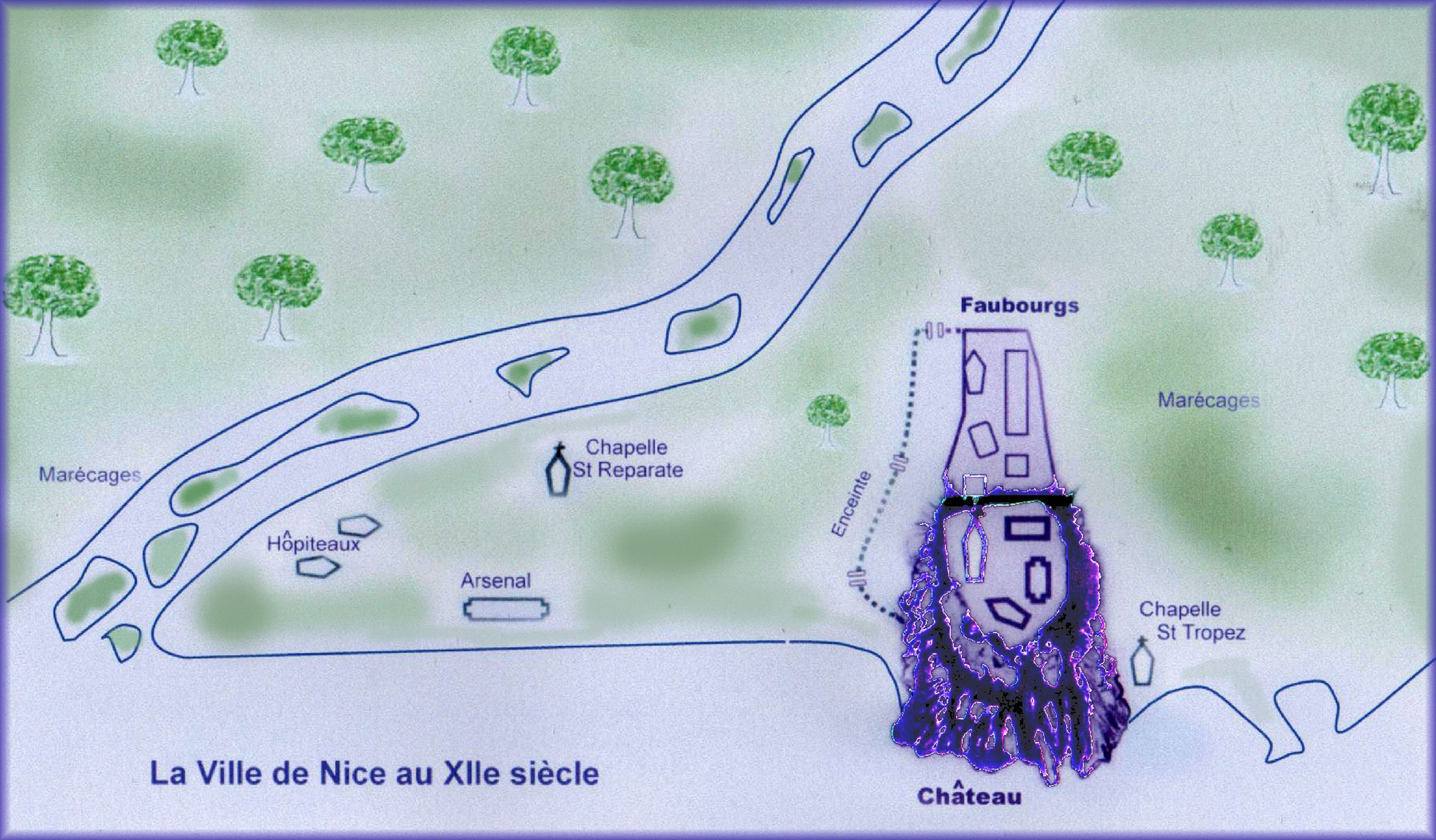
Le château de Nice.

Raimbaud en tant qu'aîné est le principal héritier des biens de sa famille. Il reste pendant un temps à Nice, où il recueille l'héritage des enfants du premier mariage de sa mère, Odile.[réf. nécessaire]
Ces trois frères donneront à la cathédrale de Nice les églises Sainte-Marie d'Olivula à Villefranche, Sainte-Marie de Beaulieu et Saint-Jean, près de Saint-Hospice. Ils enrichiront aussi les monastères de Saint-Pons de Nice et de La Dorade, ainsi que l'église de Vence.

### Mariages

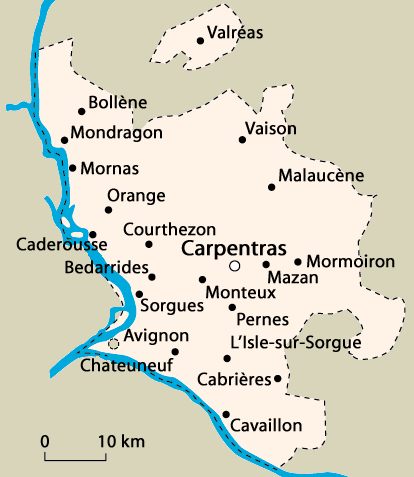
Limites du futur Comtat Venaissin, où il devient propriétaire de grands biens.

Raimbaud est marié trois fois. Sa première épouse, Acelène (Acelena/Accelena) est dite [de Fréjus]. Cette union lui permet d'obtenir des biens dans l'évêché. La seconde, après 1046, est Belieldis. Enfin, la troisième est Adélaïde (Azalaïs) de Reillanne.
Adélaïde est la sœur de Raimbaud de Reillanne, archevêque d'Arles. Elle est veuve de Guillaume d'Agoult-Simiane avec qui elle eut Alfant, évêque d'Apt.
Raimbaud I épouse une première femme nommée Accelena, certainement d'Apt. C'est avec elle que nous le voyons, le 21 mars 1046, dater de Courthézon une donation au monastère de Saint-Pons de Nice. Son nom, suivi dans plusieurs autres chartes du surnom de Nice, l'est ici du mot Autdeperus que les savants éditeurs du Cartulaire de Saint-Pons soupçonnent pouvoir être une mauvaise transcription du mot.
Il épouse en secondes noces Belieldis, peut-être issue de la famille des vicomtes de Marseille, et en troisième, Azalaïs de Reillanne. Il faut qu'il soit attiré dans le diocèse d'Orange dès son mariage avec Accelena d'Apt, puisque c'est avec elle que nous le voyons à Courthézon, tandis qu'aucune des pièces antérieures, assez nombreuses, relatives a la famille de Laugier et d'Odile, ne nous les montre en possession de domaines aussi septentrionaux. Or, celui de ses nombreux enfants qui hérite de la totalité des domaines acquis par lui dans le diocèse d'Orange et aux environs, est Bertrand-Raimbaud d'Orange, le seul connu de ses fils qui soit né de son troisième mariage avec Azalaïs de Reillanne. Il faut donc qu'Accelena et Azalaïs soient toutes deux appartenu à des familles puissantes dans le comté d'Orange, et vraisemblablement c'est Adélaïde (Azalaïs) qui doit être des deux la plus grande héritière, car Bertrand-Raimbaud d'Orange, a incontestablement plus riche apanage que ses frères, ayant recueilli une part d'enfant dans la succession paternelle, et, seul, une importante succession maternelle. Quant à la possession de Courthézon, un des domaines les plus marquants de la souveraineté d'Orange, il est probable, si cette déduction est juste, qu'il a désintéressé, pour en rester seul possesseur, ses frères embarrassés d'une minime part dans une seigneurie aussi éloignée de Nice et de Vence.
Les possessions de la maison d'Orange dans le comté de Nice sont par là même expliquées : elles proviennent de la part d'enfant reçue dans la succession de Raimbaud par son fils Bertrand-Raimbaud d'Orange, son fils, exerce encore, après son retour de la croisade où il s'est acquis un si haut renom, sa part d'autorité dans la vicomte de Nice en 1108 et sa fille Thiburge d'Orange les mentionne dans son testament.

### «Vicomte» de Nice
Venturini (2007) considère, à la suite de l'historien Jean-Pierre Poly (1976), qu'Odile et sa famille « [exerce] les attributions de la puissance publique et surtout d'en percevoir les revenus » dans le pays de Nice et que sa descendance semble avoir une place importante dans l'entourage comtal. Ni Laugier, son père, ni lui-même n'ont porté le titre de vicecomes. Seul son frère, Rostaing/Rostang, est associé à ce titre, toutefois Venturini considère que l'on peut, « sans trop d'inexactitude, parler de « famille vicomtale » et de « vicomte[s] de Nice » », tant cette lignée jouit de « de droits et possessions importants ». 
En raison de ce pouvoir familial, Raimbaud met la main sur l'abbaye Saint-Pons de Nice, que le comte semblait contrôler en 1004.
Son petit-fils, Raimbaud II d'Orange est appelé Raimbaud de Nice dans certains actes en raison de son pouvoir exercé sur ce territoire.
Même sa fille au niveau de son testament est encore possessionnée à Nice. Le plus ancien cartulaire de la cathédrale de Nice renferme un acte de l'année 1108, où nous retrouvons parmi les quatre personnages cités Raimbaud II d'Orange. Évidemment, ce croisé est dit comte d’Orange et connu généralement avec ce nom de terre et ce titre que lui donne Guillaume de Tyr. Si Guillaume de Tyr donne à Raimbaud II d'Orange le titre de comte, c'est, non pas à cause de son père, Bertrand-Raimbaud d'Orange, qui n'est que seigneur d'Orange, ni à cause de lui-même qui probablement ne l'est jamais, mais à cause de sa belle-mère qui, elle, est bien comtesse et l’a en partie élevé.
Néanmoins Raimbaud de Nice, du fait de ses mariages, est possessionné dans le territoire qui correspond au futur Comtat Venaissin et dans le nord de la Provence occidentale. Il vit d’ailleurs au château de Courthézon et dans la citadelle de Sisteron et très peu à Nice. Raimbaud jouit donc, tant dans la cité qu’au dehors, de droits et possessions importants Les descendants d’Odile de Nice et de Laugier de Nice tenu dans le sud de l’évêché de Nice plus d’une douzaine de castraet villae. Mais ils font beaucoup de dons à l'Église du fait des partages entre de nombreux héritiers, ils vont être chassés de Nice. Exemple de ces dons excessifs, le château de Tortamellis et ses dépendances sont donnés par son propriétaire, Raimbaud de Nice, qui se figure que sa famille le détient injustement.
En 1045, Raimbaud et Azalaïs (Adélaïde) de Reillanne, sa troisième femme, donnent à l’abbaye Saint-Victor de Marseille ce qu'ils ont à Cagnes, aux Sales et au quartier de Nice appelé Consonaves. En 1075, Miro, vicomte de Sisteron, et Raimbaud, son demi-frère, cèdent à Saint-Victor l'église Saint-Martin de Contes ; l'acte se fait à Cimiés devant l'église Sainte-Marie. Mais la générosité de Raimbaud de Nice est due en partie à sa volonté de conquérir le pouvoir à la fois temporel et spirituel, ce qui va lui valoir d'être accusé de simonie. Et puis il garde entre ses mains différents biens et droits de l'Église de Nice. L’évêque Raimond préside à plusieurs restitutions de biens et de dîmes usurpés à la faveur des évènements par des seigneurs féodaux, notamment par Laugier d'Apt dit le Roux, son fils. Il le conduit à l'abbaye de Lérins, où il est moine à la fin de sa vie et comme comte de Cagnes il donne des terres situées à La Roque. L'Église de Nice agit ainsi en 1075, profitant de la maladie de Laugier d'Apt. et peut-être du décès de son père fin 1075. D'ailleurs vers l'an 1075, les fils de Raimbaud de Nice et de son frère Rostaing de Gréolières font une donation et abandonnent l’église Sainte-Dévote de Monaco. Ces deux faits permettent de penser qu'à cette date leurs pères sont certainement morts et qu'ils partagent ou distribuent leurs biens.

### Contrôle de l'évêché de Sisteron (1043)

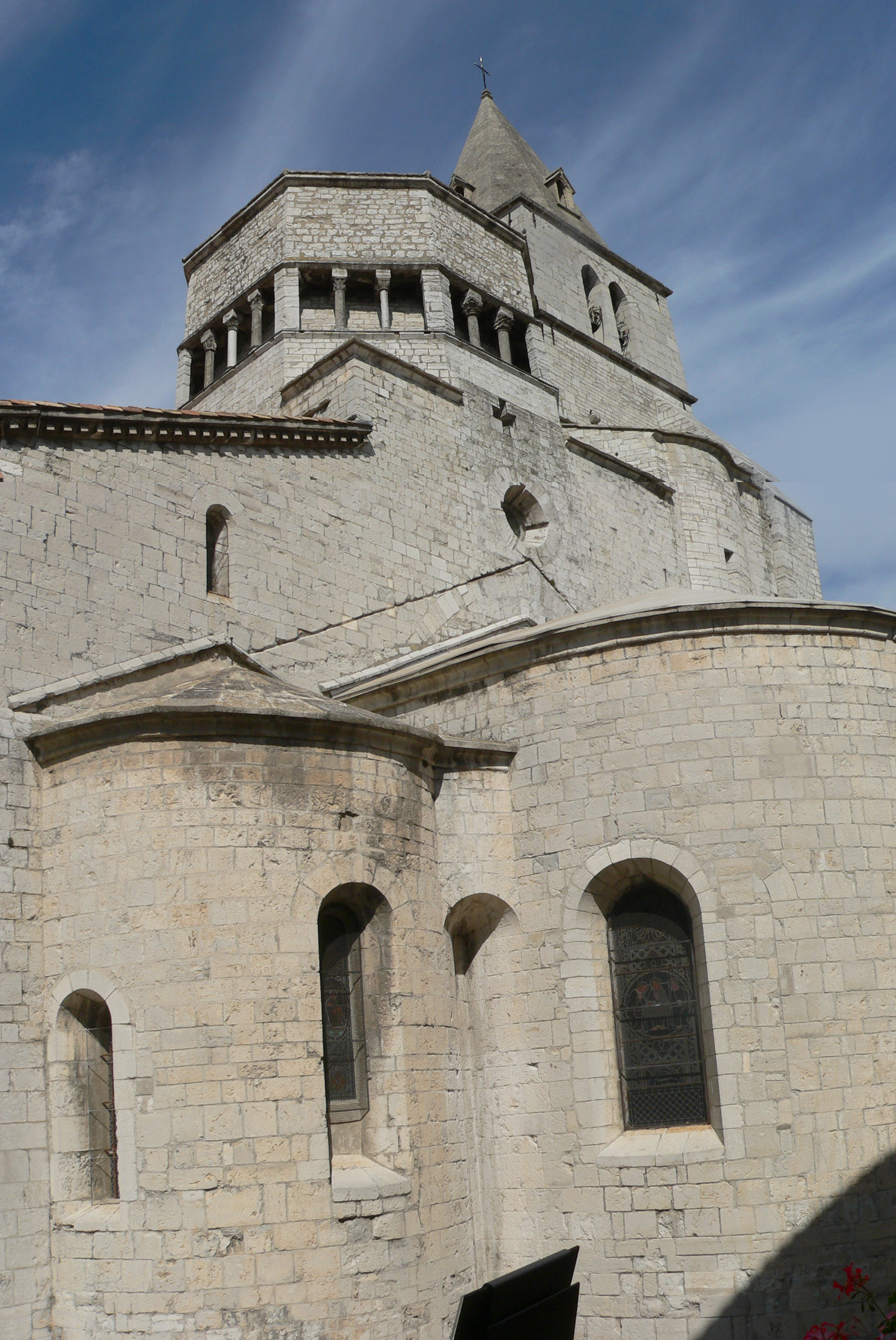
La cathédrale de Sisteron.

À partir de l'extrême fin du Xe siècle et du début du siècle suivant, Odile et ses deux époux, appartenant à la clientèle comtale, obtiennent de nombreux droits dans et sur la vicomté de Sisteron, jusqu'à acquérir une certaine emprise sur le diocèse puisqu'ils occupent le castrum épiscopal de Lurs, en 999, et que Pierre, issu du second mariage, accède au siège épiscopal en 1030,. À la mort de son frère l'évêque, Raimbaud entretient pendant dix-sept années, jusqu'en 1060, la vacance du diocèse,,. Ce chiffre, selon Foulon et Varano (2011), « à forte teneur hagiographique pourrait relever d’un ordre de grandeur symbolique. »
Il semble qu'il ait souhaité que son fils Pierre, alors très jeune, hérite du siège épiscopal de son oncle,. Joseph-Hyacinthe Albanès, dans la Gallia christiana novissima, considérait qu'il n'était qu'un prétendant. Cette « sorte de nomination du successeur à la charge épiscopale du vivant même du prédécesseur toujours en fonction » a également été évoquée pour Pierre Ier, qui a succédé à Frodon. Il semble que cette coutume provienne des pratiques carolingiennes de gestion d'un territoire dans cette région.
La situation au diocèse de Sisteron est connue par une charte de 1066 qui dépeint un contexte assez sombre, dénonçant la simonie, voire le nicolaïsme, évoquant le concile d’Avignon de 1060 et la responsabilité d'évêques et de comtes, nommant principalement le miles (chevalier) Raimbaud, qualifié d'invasor,. La notice revient également sur l'achat de l'évêché pour son fils,.
Si les responsabilités de Raimbaud ne sont pas connues par la documentation, il est en tout cas excommunié à l'occasion du concile de 1060. Il semble avoir voulu faire don de l'abbaye Saint-Pons de Nice à l'ordre de Cluny pour se faire pardonner,,. Toutefois, cet acte semble être resté lettre morte,. Cette condamnation pourrait avoir fait l'objet d'un compromis entre Cluny et les parents de Raimbaud présents au concile : Rostaing Ier, évêque d'Avignon, Pierre, son fils et évêque de Vaison, Alfant, son neveu et évêque d'Apt, ainsi que Raimbaud de Reillanne, son beau-frère et archevêque d'Arles.

## Famille

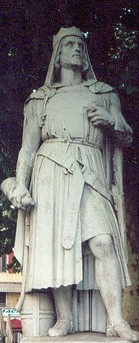
Raimbaud II d'Orange, petit-fils de Raimbaud.

Raimbaud a été marié trois fois,. Il a une nombreuse descendance. Le morcellement des biens niçois, limité au partage entre deux des fils d'Odile de Nice et Laugier de Nice, s'accroit dès la génération suivante, les deux frères Raimbaud et Rostaing ayant laissé outre dix fils, un nombre inconnu de filles.
- Acelène[4] (Acelena/Accelena), dite [de Fréjus][6] ou encore [d'Apt][26],[27] (Apt en Vaucluse) :
  - Pierre II de Nice (ou Pierre III), évêque de Vaison (1053/60-1090/1103)[4].
  - Laugier[4], dit [d’Apt], ou Leodegar, surnommé le Roux ou Laugier Rufus, ∞ Amancia, fille d'Audibert de Lacoste, branche cadette des Castellane (Mazel, 2002)[26]. Héritier du castrum de Saignon, certainement donné par son père[26].
    - Raimbaud [de Nice-Orange].

  - Rostaing-Raimbaud[4].
  - Gisla/Gisle, dame de Saignon (à Apt), ∞ Rostaing Ier d'Agoult[26],[4], fils d'Adalaïs de Reillane (voir ci-après)[28], six fils[3] dont :
    - Laugier d'Agoult, évêque d'Apt, croisé[4].

- Belieldis[4], peut-être issue de la famille des vicomtes de Marseille. Elle a deux fils, Amic et Guillaume.

- Adélaïde (Azalaïs, Adalaxis) de Reillanne[4].
  - Bertrand-Raimbaud d'Orange, héritier d'une grande partie des biens en Provence occidentale. Auteur de la tige des princes d'Orange[25].